# Ройтберг, Виктор Семёнович
Виктор Семенович Ройтберг (род. 7 июля 1947 года) — советский физик, специалист по физике полупроводников и квантовой радиофизике.

## Биография
Окончил с медалью школу №134 Баку в 1965 г., с отличием Московский физико-технический институт в 1971 году, аспирантуру МФТИ в 1974 году. Дважды чемпион института, призер первенства Буревестник по лёгкой атлетике.
Совместно с Ю. М. Поповым и И. А. Полуэктовым разработал теорию эффекта самоиндуцированной прозрачности в полупроводниках.
Кандидат физико-математических наук.
После 1974 года работал в IT- индустрии (ГИВЦ Миннефтепрома, ВНИИОЭНГ, Sun Microsystems, Oracle, IBM, IBS и др.)

## Публикации
Автор и соавтор более 20 научных работ, в том числе:
- В. С. Ройтберг, И. А. Полуэктов, Ю. М. Попов. «Эффект самоиндуцированной прозрачности», УФН, 114(9) (1974).